# Gare de Roquefavour
La gare de Roquefavour est une gare ferroviaire française, fermée, de la ligne de Rognac à Aix-en-Provence, située sur le territoire de la commune française de Ventabren dans le département des Bouches-du-Rhône en région Provence-Alpes-Côte d'Azur.
Elle est fermée au service des voyageurs dans la 2e moitié du XXe siècle.

## Situation ferroviaire
Établie à 95 mètres d'altitude, la gare de Roquefavour est située au point kilométrique (PK) 11,954 de la ligne de Rognac à Aix-en-Provence, entre les gares de Velaux - Coudoux (fermée) et de Saint-Pons (Bouches-du-Rhône) (fermée)

## Histoire
La station des Roquefavour est mise en service le 10 octobre 1856 par la Compagnie du chemin de fer de Lyon à la Méditerranée, lorsqu'elle ouvre à l'exploitation la ligne de Rognac à Aix, embranchement de la ligne d'Avignon à Marseille.
Située de manière à permettre une excellente vue sur l'aqueduc de Roquefavour, achevé quelques années auparavant, elle eut l'honneur d'accueillir un hôte de marque en la personne de l'empereur Napoléon III, venu admirer l'ouvrage.